# Chiastocheta
Chiastocheta är ett släkte av tvåvingar. Chiastocheta ingår i familjen blomsterflugor.
Kladogram enligt Catalogue of Life och Dyntaxa:
| Chiastocheta | \| \| Chiastocheta curvibasis \| \| \| \| \| \| Chiastocheta dentifera \| \| \| \| \| \| Chiastocheta inermella \| \| \| \| \| \| Chiastocheta latispinigera \| \| \| \| \| \| Chiastocheta lophota \| \| \| \| \| \| Chiastocheta macropyga \| \| \| \| \| \| Chiastocheta pellmyri \| \| \| \| \| \| Chiastocheta rotundiventris \| \| \| \| \| \| Chiastocheta setifera \| \| \| \| \| \| Chiastocheta trollii \| \| \| \| |
|              | \| \| Chiastocheta curvibasis \| \| \| \| \| \| Chiastocheta dentifera \| \| \| \| \| \| Chiastocheta inermella \| \| \| \| \| \| Chiastocheta latispinigera \| \| \| \| \| \| Chiastocheta lophota \| \| \| \| \| \| Chiastocheta macropyga \| \| \| \| \| \| Chiastocheta pellmyri \| \| \| \| \| \| Chiastocheta rotundiventris \| \| \| \| \| \| Chiastocheta setifera \| \| \| \| \| \| Chiastocheta trollii \| \| \| \| |
|              | Chiastocheta curvibasis |
|              | |
|              | Chiastocheta dentifera |
|              | |
|              | Chiastocheta inermella |
|              | |
|              | Chiastocheta latispinigera |
|              | |
|              | Chiastocheta lophota |
|              | |
|              | Chiastocheta macropyga |
|              | |
|              | Chiastocheta pellmyri |
|              | |
|              | Chiastocheta rotundiventris |
|              | |
|              | Chiastocheta setifera |
|              | |
|              | Chiastocheta trollii |
|              | |